# 1866 Sisyphus
1866 Sisyphus (/[invalid input: 'icon']ˈsɪs[invalid input: 'ɨ']fəs/ SIS-i-fəs) là một  tiểu hành tinh Apollo có đường kính xấp xỉ 10 km và là tiểu hành tinh lớn nhất theo dạng tiểu hành tinh băng qua Trái Đất.